# Canton de Bar-le-Duc-1
Le canton de Bar-le-Duc-1 est une circonscription électorale française du département de la Meuse créée par le décret du 17 février 2014 et entrée en vigueur lors des premières élections départementales suivant la publication du décret.

## Géographie
Ce canton est organisé autour du bureau centralisateur de Bar-le-Duc et fait partie intégralement de l'arrondissement de Bar-le-Duc. Son altitude varie de 157 m (Trémont-sur-Saulx) à 376 m (Géry) pour une altitude moyenne de 279 m. Sa superficie est de 132,43 km2 sans compter la fraction de Bar-le-Duc (la commune fait 23,62 km2 dans sa globalité).

## Histoire
Un nouveau découpage territorial de la Meuse (département) entre en vigueur à l'occasion des élections départementales de 2015. Il est défini par le décret du 17 février 2014, en application des lois du 17 mai 2013 (loi organique 2013-402 et loi 2013-403). Les conseillers départementaux sont, à compter de ces élections, élus au scrutin majoritaire binominal mixte. Les électeurs de chaque canton élisent au Conseil départemental, nouvelle appellation du Conseil général, deux membres de sexe différent, qui se présentent en binôme de candidats. Les conseillers départementaux sont élus pour 6 ans au scrutin binominal majoritaire à deux tours, l'accès au second tour nécessitant 12,5 % des inscrits au 1er tour. En outre la totalité des conseillers départementaux est renouvelée. Ce nouveau mode de scrutin nécessite un redécoupage des cantons dont le nombre est divisé par deux avec arrondi à l'unité impaire supérieure si ce nombre n'est pas entier impair, assorti de conditions de seuils minimaux. Dans la Meuse, le nombre de cantons passe ainsi de 31 à 17.
Le nouveau canton de Bar-le-Duc-1 est formé de :
- 3 des 5 communes qui formaient l'ancien canton de Bar-le-Duc-Sud : Combles-en-Barrois, Savonnières-devant-Bar et Trémont-sur-Saulx ;
- 1 des 3 commune qui formaient l'ancien canton de Bar-le-Duc-Nord : Longeville-en-Barrois ;
- 8 des 11 communes qui formaient l'ancien canton de Vavincourt : Érize-la-Brûlée, Érize-Saint-Dizier, Géry, Naives-Rosières, Raival, Resson, Rumont et Seigneulles ;
- une fraction de la commune de Bar-le-Duc.

## Représentation
| Période élective | Période élective | Mandat | Mandat   | Identité          | Nuance | Nuance | Qualité |
| ---------------- | ---------------- | ------ | -------- | ----------------- | ------ | ------ | --- |
| 2015             | 2021             | 2015   | en cours | Patricia Champion |        | UDI    | Directrice d'une école de danse Adjointe au maire de Bar-le-Duc (depuis 2014)                                                                              |
| 2015             | 2021             | 2015   | en cours | Arnaud Merveille  |        | LR     | Directeur de cabinet de Bertrand Pancher (depuis 2014) Président de LR de la Meuse depuis 2018 9ème Vice-président - Environnement, transition énergétique |
| 2021             | 2028             | 2021   | en cours | Benoît Dejaiffe   |        | PS     | Conseiller municipal de Bar-le-Duc |
| 2021             | 2028             | 2021   | en cours | Charline Singler  |        | DVG    | |

### Résultats détaillés

#### Élections de mars 2015
À l'issue du 1er tour des élections départementales de 2015, deux binômes sont en ballottage : Patricia Champion et Arnaud Merveille (Union de la Droite, 33,43 %) et Diana André et Arnaud Mac Farlane (PS, 31,46 %). Le taux de participation est de 50,78 % (4 811 votants sur 9 475 inscrits) contre 53,07 % au niveau départemental et 50,17 % au niveau national.
Au second tour, Patricia Champion et Arnaud Merveille (Union de la Droite) sont élus avec 55,86 % des suffrages exprimés et un taux de participation de 47,01 % (2 198 voix pour 4 455 votants et 9 476 inscrits).

#### Élections de juin 2021
Le premier tour des élections départementales de 2021 est marqué par un très faible taux de participation (33,26 % au niveau national). Dans le canton de Bar-le-Duc-1, ce taux de participation est de 34,41 % (3 267 votants sur 9 495 inscrits) contre 34,51 % au niveau départemental. À l'issue de ce premier tour, deux binômes sont en ballottage : Benoît Dejaiffe et Charline Singler (Union à gauche, 34,37 %) et Nathalie Limosin-Gueguen et Arnaud Merveille (LR, 26,99 %).
Le second tour des élections est marqué une nouvelle fois par une abstention massive équivalente au premier tour. Les taux de participation sont de 34,36 % au niveau national, 35,74 % dans le département et 36,4 % dans le canton de Bar-le-Duc-1. Benoît Dejaiffe et Charline Singler (Union à gauche) sont élus avec 51,69 % des suffrages exprimés (1 619 voix pour 3 435 votants et 9 437 inscrits),,.

## Composition
| Nom                                | Code Insee | Intercommunalité         | Superficie (km2) | Population (dernière pop. légale)               | Densité (hab./km2) | Modifier                                    |
| ---------------------------------- | ---------- | ------------------------ | ---------------- | ----------------------------------------------- | ------------------ | ------------------------------------------- |
| Bar-le-Duc (bureau centralisateur) | 55029      | CA Bar-le-Duc Sud Meuse  | 23,62            | Fraction : 7 013 (2022) Commune : 14 615 (2022) | 619                | modifier les données · modifier les données |
| Combles-en-Barrois                 | 55120      | CA Bar-le-Duc Sud Meuse  | 10,26            | 773 (2022)                                      | 75                 | modifier les données · modifier les données |
| Érize-la-Brûlée                    | 55175      | CC De l'Aire à l'Argonne | 10,82            | 174 (2022)                                      | 16                 | modifier les données · modifier les données |
| Érize-Saint-Dizier                 | 55178      | CC De l'Aire à l'Argonne | 12,49            | 193 (2022)                                      | 15                 | modifier les données · modifier les données |
| Géry                               | 55207      | CC De l'Aire à l'Argonne | 4,80             | 54 (2022)                                       | 11                 | modifier les données · modifier les données |
| Longeville-en-Barrois              | 55302      | CA Bar-le-Duc Sud Meuse  | 15,44            | 1 092 (2022)                                    | 71                 | modifier les données · modifier les données |
| Naives-Rosières                    | 55369      | CA Bar-le-Duc Sud Meuse  | 15,93            | 809 (2022)                                      | 51                 | modifier les données · modifier les données |
| Raival                             | 55442      | CC De l'Aire à l'Argonne | 19,22            | 241 (2022)                                      | 13                 | modifier les données · modifier les données |
| Resson                             | 55426      | CA Bar-le-Duc Sud Meuse  | 8,40             | 372 (2022)                                      | 44                 | modifier les données · modifier les données |
| Rumont                             | 55446      | CA Bar-le-Duc Sud Meuse  | 6,31             | 84 (2022)                                       | 13                 | modifier les données · modifier les données |
| Savonnières-devant-Bar             | 55476      | CA Bar-le-Duc Sud Meuse  | 5,16             | 451 (2022)                                      | 87                 | modifier les données · modifier les données |
| Seigneulles                        | 55479      | CC De l'Aire à l'Argonne | 11,70            | 154 (2022)                                      | 13                 | modifier les données · modifier les données |
| Trémont-sur-Saulx                  | 55514      | CA Bar-le-Duc Sud Meuse  | 11,90            | 571 (2022)                                      | 48                 | modifier les données · modifier les données |
| Canton de Bar-le-Duc-1             | 5502       |                          |                  | 11 981 (2022)                                   |                    | modifier les données                        |

Le nouveau canton de Bar-le-Duc-1 comprend :
1. douze communes entières
2. la partie de la commune de Bar-le-Duc située sur la rive gauche de l'Ornain.

## Démographie
En 2022, le canton comptait 11 981 habitants, en évolution de −4,13 % par rapport à 2016 (Meuse : −4,4 %, France hors Mayotte : +2,11 %).
| 2013   | 2018   | 2022   |
| ------ | ------ | ------ |
| 12 841 | 12 107 | 11 981 |